# Cosmogonie peule
Cet article fournit diverses informations sur la cosmogonie du groupe ethnique peul, un groupe ethnique de bergers de la région sahélo-saharienne qui se répartissent dans une quinzaine de pays, en Afrique de l'Ouest, mais également au Tchad, en République centrafricaine et au Soudan. D'abord nomades, beaucoup se sont sédentarisés.

## Mythe de la création
Au commencement était un vide vivant sans commencement ni fin, un vide qui se fit appeler Guéno ou Doundaari l'Eternel. C'est gueno qui se dota de deux yeux qu'il ferma pour engendrer la nuit incarnée par la lune "Lewrou", et les ouvrit, pour incarner le jour en "Nâ'ngue", le soleil. 
De l'union de "Lewrou" et de "Nä'ngue" naquit Doumounna, le temps temporel divin.
Pour multiplier ses interlocuteurs, Guéno l'Eternel créa un œuf "Botcchio'ndé" duquel naquirent d'autres créatures, "la totalité de l'Univers visible et invisible, la totalité des forces existantes ainsi que la somme de toutes les connaissances possibles".
Mais aucune de ses nouvelles créatures n'ayant satisfait à Guéno l'Eternel, il préleva sur chaque créature une part pour créer Neddo l'Homme primordial qui reçut le don de l'esprit et de la parole et connaissance des lois du cosmos avec comme responsabilité de veiller au maintien de l'harmonie universelle.

## Généalogie de Neddo
Neddo engendra Kîkala qui fut le premier homme terrestre et qui épousa Nâgara.
Kîkala engendra à son tour  Habana Koel : « Chacun pour soi » qui engendra lui-même Tchéli : « Fourche de la route ».
Tchéli eut deux enfants : l’un Gorko Mawdo le « Vieil Homme » qui représenta la voie du Bien et la « Petite Vieille » Dewel Nayewel qui représenta la voie du Mal.
Gorko Mawdo engendra Neddo Mawdo l’« Homme digne de considération » qui lui-même eut quatre enfants : « Grande Audition », « Grande Vision », « Grand Parler » et « Grand Agir ».
La « Petite Vieille » Dewel Nayewel engendra quant à elle « Misère », « Mauvais sort », « Animosité » et « Détestable ». 

## Sources
- http://cultures-maliennes.over-blog.com/article-cosmogonie-peule-et-origine-du-monde-107304338.html
- http://www.paperblog.fr/1887190/mythologie-et-cosmogonie-des-pasteurs-peuls-par-ardo-jeeri/

## Référence
1. ↑  Atlas des minorités dans le monde, 2008 / Cartes de la répartition géographique des Peuls, Roland breton, 2008  (ISBN 978-2-7467-10917)